# Кућа Миладина Пећинара
Кућа Миладина Пећинара се налази у Београду, на територији градске општине Стари град. Представља непокретно културно добро као споменик културе.
Кућу је саградио 1928. године по свом пројекту инжењер Миладин Пећинар у маниру академизма, за своје потребе. У овој кући је и живео и радио до краја живота.